# Edward Bamford
Edward Bamford (Highgate, 28 maggio 1887 – HMS Cumberland, 30 settembre 1928) è stato un militare e marinaio britannico, decorato con la Victoria Cross a vivente durante la prima guerra mondiale.

## Biografia

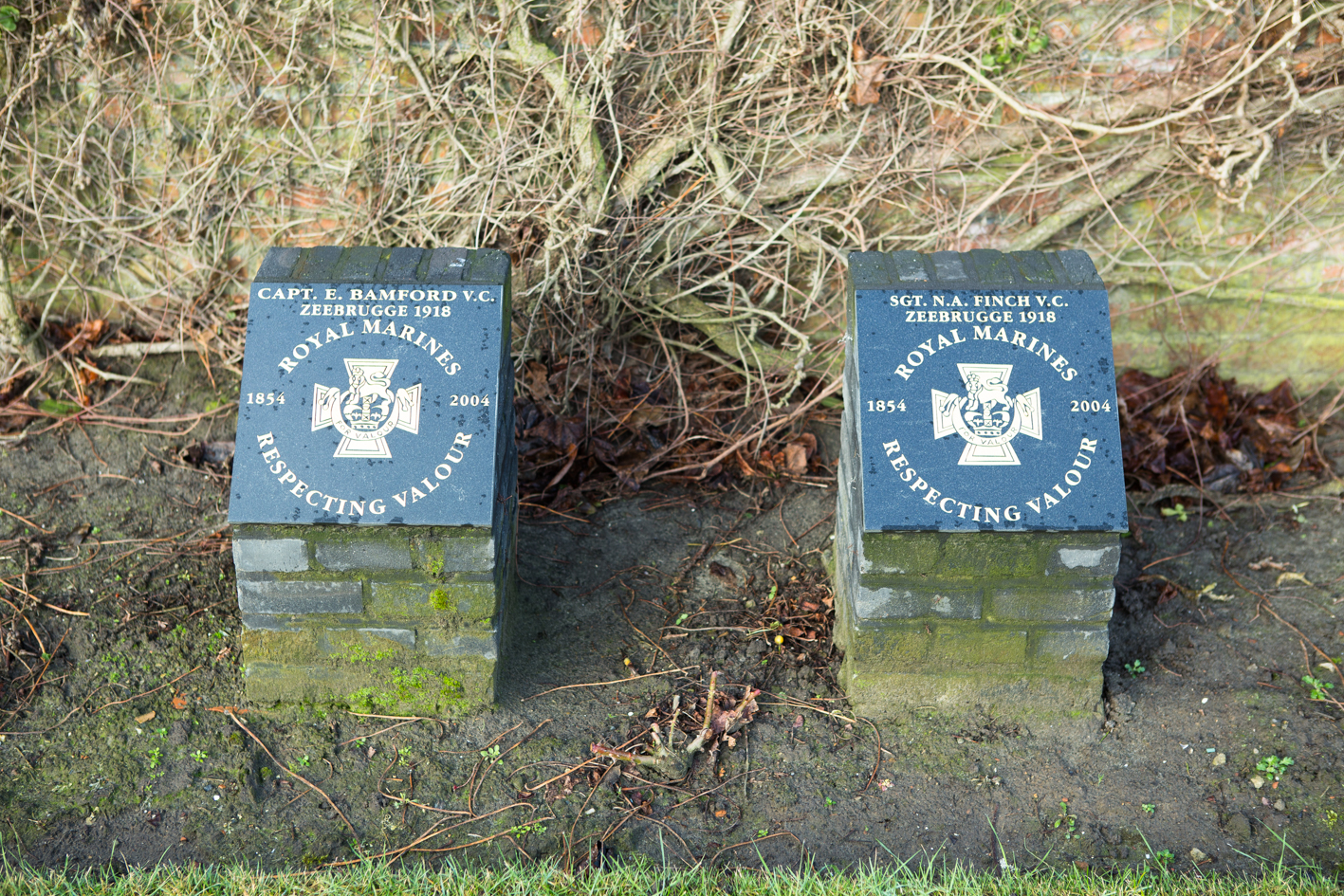
Memoriale dedicato a Edward Bamford e Norman Finch presso la chiesa di Zeebrugge.

Nacque a Highgate il 28 maggio 1887, figlio del Robert Bamford e di Blanch Edith Porter. Studiò alla Sherborne Preparatory School e in seguito alla Sherborne School, che frequentò come allievo esterno dal settembre 1900 all'aprile 1902. Anche i suoi due fratelli, Robert, uno dei fondatori dell'Aston Martin, e Arthur, studiarono come allievi esterni alla Sherborne School.
Nel luglio 1905, si unì alla Royal Marine Light Infantry, venendo promosso sottotenente il 1 settembre dello stesso anno. Promosso tenente il il 1 luglio 1906,  prestò servizio sulla nave da battaglia Bulwark a partire dal 5 dicembre 1908. Trasferito sulla Magnificent il 10 marzo 1910, prestò poi servizio sulla Britannia (appartenente alla Home Fleet) dal 5 settembre 1911 al 1 dicembre 1915, in piena prima guerra mondiale. Si trovava a bordo della Britannia quando si incagliò vicino a Inch Keith, mentre era in rotta per supportare gli incrociatori da battaglia di David Beatty nell'azione combattuta al largo di Dogger Bank nel gennaio precedente. Rientrato alla Divisione di Portsmouth, frequentò un corso per fucilieri a Hythe nel gennaio 1916, ottenendo un brevetto di prima classe e fu assegnato al fronte occidentale, con un breve distaccamento alla Brigata delle Guardie, per poi presidiare le linee nel saliente di Ypres, Belgio.
Il 2 maggio 1916 si imbarcò, con il grado di capitano a titolo temporaneo, sull'incrociatore leggero Chester, di cui comandava il distaccamento dei Royal Marines, partecipando il 31 maggio alla battaglia dello Jutland. In quella occasione fu insignito del Distinguished Service Order in quanto rimase al suo posto, quando un proiettile colpì e incendiò il posto di comando di cui era responsabile, ferendolo a una gamba e bruciandogli il viso. Nel febbraio 1918 fu nominato comandante di una compagnia del 4° Reggimento dei Royal Marines, appositamente formata per tutta la durata delle operazioni a Zeebrugge.
Tra il 22 e il 23 aprile 1918 partecipò al Raid di Zeebrugge imbarcato sull'incrociatore protetto Vindictive.  Per il suo coraggio dimostrato durante l'attacco, il  23 luglio 1918 fu insignito della Victoria Cross.  L'onorificenza gli fu conferita personalmente da re Giorgio V in una apposita cerimonia tenutasi otto giorni dopo a Buckingham Palace, a Londra.
IL 26 agosto 1918 si imbarcò sulla corazzata Royal Sovereign, che fu presente alla resa della flotta d'alto mare tedesca a Firth of Forth.  Dopo la fine della Grande Guerra fu trasferito sull'incrociatore protetto Highflyer assegnato alla stazione navale delle Indie Orientali. 
Dal 7 al 30 maggio 1921 fu al seguito del Principe ereditario del Giappone in visita di Stato nel Regno Unito; dal 1921 al 1922 frequentò il Corso di Stato maggiore della Royal Navy presso il Royal Naval College di Greenwich, Londra.  Servì poi per un anno come comandante dell'11° Battaglione di marina di stanza nel Mediterraneo orientale, parte delle forze inviate a mantenere la pace tra Grecia e Turchia.  Nel settembre 1924 fu a bordo dell'incrociatore leggero Curacoa; nel 1926 in servizio alla base navale HMS Tamar a Hong Kong, come istruttore di armi leggere. Fu promosso maggiore il 1° marzo 1928.  Nel settembre di quell'anno si ammalò di polmonite durante un soggiorno a Wei Hai Wei (base britannica sulla costa cinese); fu portato a grande velocità dall'incrociatore pesante Cumberland a Shanghai, ma morì mentre la nave era ancora a 10 miglia dalla costa.  Fu sepolto nel Cimitero di Hungjao a Shanghai, ma la sua tomba andò dispersa nel corso della Rivoluzione culturale, quando tutti i cimiteri che ospitavano stranieri vennero distrutti.

### Annotazioni
1. ↑  Il reverendo Robert Bamford fu curato di Lamarsh, Essex (1882-1885) e curato della Santissima Trinità, Lambeth (1885-1886). Intorno al 1892, si dimise dal suo incarico di curato a causa di problemi di salute e si stabilì a Sherborne, nel Dorset, vivendo a Lynton House (ora Abbot's Litten) in Long Street, Sherborne. Dal 1895 al 1898 fu segretario allo Yeatman Hospital di Sherborne e morì a Sherborne il 9 novembre 1898, all'età di 44 anni, e fu sepolto nel cimitero di Sherborne. Dopo la morte del reverendo Bamford, Blanch sposò il Rev. Thomas Myers.

### Fonti
1. 1 2 3 4 5 6 7 8 9  VC & GC Association.
2. 1 2 3 4 5 6 7 8 9 10 11 12 13 14  Victoria Cross Online.
3. 1 2 3 4 5 6 7 8 9  Victoria Cross.
4. ↑  (EN) The London Gazette (PDF), n. 30807, 23 July 1918.